# Confrontos entre Fluminense e LDU no futebol
Fluminense e LDU são dois clubes que disputam um dos maiores clássicos do futebol sul-americano. Por conta do histórico recente, esse clássico pode ser considerado a maior rivalidade entre um clube brasileiro e um clube equatoriano.

## Introdução
Os primeiros confrontos entre Fluminense e a Liga Deportiva Universitaria do Equador ocorreram tanto na fase de grupos como nas partidas da final da Copa Libertadores da América de 2008. Naquele ano, os equatorianos superaram o time tricolor e conquistaram, nos pênaltis, a primeira (e até hoje única) taça Libertadores de um clube equatoriano. No ano seguinte, LDU e Fluminense decidiram a Copa Sul-Americana de 2009 e os equatorianos voltaram a ser campeões no Maracanã. As equipes voltaram a se enfrentar na Copa Sul-Americana de 2017, nas oitavas de final. Dessa vez, o tricolor carioca conseguiu o resultado que precisava no Estádio Casa Blanca e desclassificou o time de Quito.
Após decidirem a Copa Libertadores da América de 2008 e a Copa Sul-Americana de 2009, Fluminense e LDU decidiram o título de campeão da Recopa Sul-Americana de 2024, uma vez que o Fluminense conquistou a Copa Libertadores da América de 2023 e a LDU conquistou a Copa Sul-Americana de 2023. Nessa terceira decisão, o Fluminense triunfou e foi campeão após vencer a LDU por 2 a 0 no Maracanã.

## História
No total, Fluminense e  LDU já se enfrentaram dez vezes. Das dez partidas, o tricolor venceu cinco, os albos venceram quatro e um jogo acabou empatado. Ao todo, o Fluminense marcou quatorze gols e a LDU marcou treze gols.

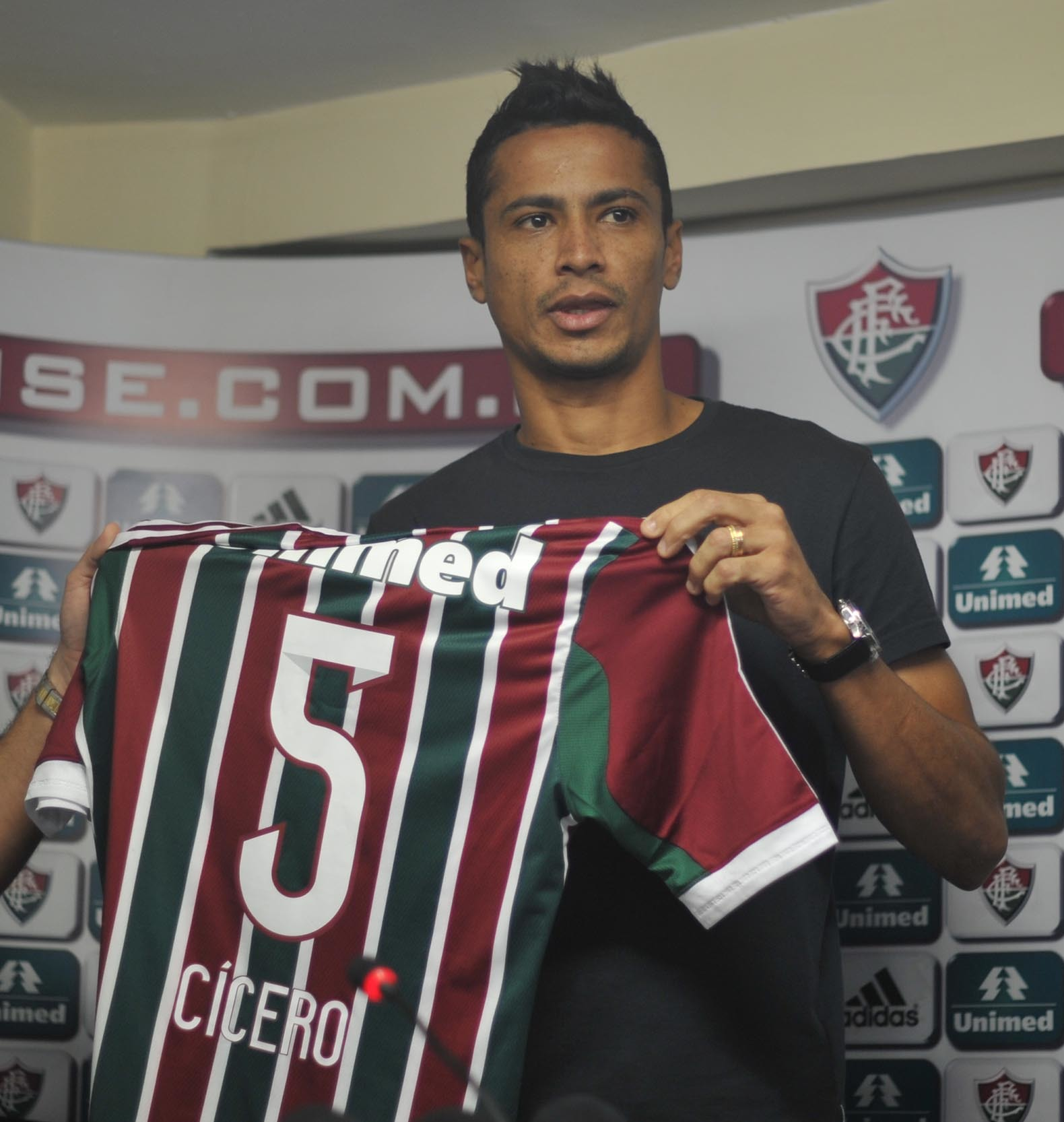
Cícero, autor do primeiro gol da história do confronto Flu x LDU.

### Fase de grupos da Copa Libertadores da América de 2008
Os dois primeiros duelos aconteceram na fase de grupos da Copa Libertadores de 2008, com um empate em 0 a 0, em Quito, e uma vitória do Fluminense por 1 a 0 no Rio de Janeiro. O gol tricolor havia sido marcado por Cícero. No grupo 8, Fluminense e LDU foram, respectivamente, primeiro e segundo colocados. Portanto, as duas equipes se classificaram para a fase mata-mata da competição. 

### Final da Copa Libertadores da América de 2008
O reencontro entre os times ocorreu justamente na decisão da Copa Libertadores daquele ano. No jogo de ida, em Quito, o tricolor sentiu os efeitos dos 2.850 metros de altitude e foi surpreendido com um placar de 4 a 2 a favor da LDU, sendo que todos os gols equatorianos foram marcados ainda na primeira etapa. Claudio Bieler, Joffre Guerrón, Jayro Campos e Patricio Urrutia foram os autores dos quatro gols do time comandado por Edgardo Bauza. O primeiro gol tricolor foi marcado através de uma cobrança de falta de Darío Conca, após a LDU abrir o placar. Na segunda etapa, Thiago Neves descontou para o Flu dando números finais à partida no Estádio Casa Blanca.
O jogo de volta ocorreu no Maracanã e foi marcado por um começo melancólico para o Fluminense. Logo aos 6 minutos de partida, a LDU abriu o placar com Luis Bolaños. Mas, com uma atuação histórica de Thiago Neves, o Fluminense reagiu e virou o jogo para 3 a 1, sendo os três gols marcados pelo camisa 10 tricolor. Vale ressaltar que, até hoje, Thiago Neves é o único jogador a marcar 3 gols em uma decisão de Copa Libertadores da América. O placar de 3 a 1 para o Fluminense levou a decisão para os pênaltis, uma vez que o placar agregado terminou empatado em 5 a 5. Foi nesse momento que a estrela do goleiro Cevallos brilhou, transformando-o no herói do título da LDU. O experiente goleiro defendeu as cobranças de Conca, Thiago Neves e Washington. Apenas Cícero marcou para o Fluminense. Fernando Henrique, o goleiro do Flu, chegou a defender o pênalti de Jayro Campos, mas Urrutia, Guerrón e Salas converteram seus pênaltis, e a disputa por penalidades máximas terminou em 3 a 1 para os equatorianos.

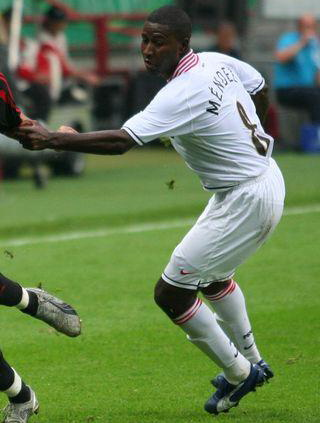
Méndez, autor de três gols no jogo de ida da final da Copa Sul-Americana de 2009.

### Final da Copa Sul-Americana de 2009

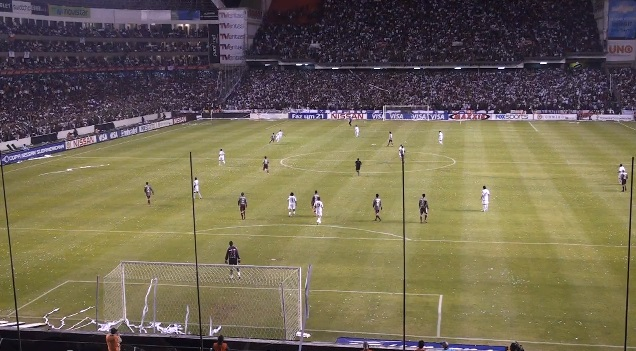
Jogo de ida da final da Copa Sul-Americana de 2009 visto de um dos setores da arquibancada do Estádio Casa Blanca.

No ano seguinte, Fluminense e LDU voltaram a se enfrentar em uma decisão. Dessa vez, as equipes disputaram o título da Copa Sul-Americana de 2009. Apesar de um bom início de jogo, em que o Fluminense abriu o placar com Marquinho, o tricolor viu o roteiro de 2008 se repetir. O ritmo rápido do time equatoriano, comandado pelo técnico Jorge Fossati, fez o Fluminense sucumbir às adversidades impostas pela altitude e a equipe carioca acabou sendo goleada por 5 a 1 pela LDU, no Estádio Casa Blanca. Três gols equatorianos foram marcados por Méndez e os outros dois foram marcados por Salas e Ulises de la Cruz.
No jogo de volta, no Maracanã, o Fluminense impôs seu ritmo de jogo e venceu os equatorianos por 3 a 0, com gols de Diguinho, Fred e Gum. No segundo tempo, o atacante Fred se desentendeu com o árbitro paraguaio Carlos Amarilla e acabou sendo expulso da partida decisiva. Apesar da vitória tricolor, o placar agregado de 5 a 4 garantiu o título para a Liga de Quito, que mais uma vez deu a volta olímpica no Estádio do Maracanã. Um fato curioso da decisão é que, naquele momento, o Fluminense estava a poucos dias de enfrentar o Coritiba pela última rodada do Campeonato Brasileiro de 2009. E, segundo o técnico Cuca, após o jogo o elenco da LDU se dirigiu aos atletas e à comissão técnica do Fluminense para desejar boa sorte ao Flu para o jogo de Domingo, no Couto Pereira. Vale lembrar que, nesse jogo do Brasileirão, o Fluminense segurou o empate em 1 a 1 e escapou do rebaixamento de forma heroica em 2009, dando origem ao apelido Time de Guerreiros.

### Oitavas de final da Copa Sul-Americana de 2017

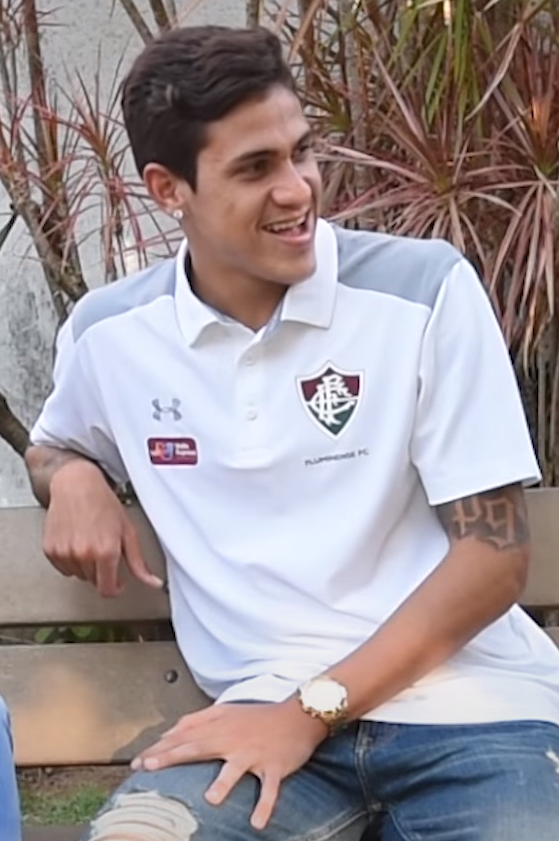
Pedro, autor do gol da classificação do Flu em 2017.

Anos mais tarde, Fluminense e LDU duelaram mais uma vez na Copa Sul-Americana. Mas, dessa vez, a disputa era válida pelas oitavas de final, na Copa Sul-Americana de 2017. O jogo de ida ocorreu no Maracanã e o Fluminense venceu a partida por 1 a 0, com gol de falta de Gustavo Scarpa. No jogo de volta, no Estádio Casa Blanca, a LDU abriu o placar com Hernán Barcos e ampliou com Cevallos, filho do goleiro José Francisco Cevallos (que foi destaque da LDU na final da Copa Libertadores de 2008). Mas, aos 40 minutos do segundo tempo, após cobrança de escanteio para o Flu, o atacante Pedro marcou o gol que o tricolor precisava. O gol de Pedro foi marcado fora de casa e, como o placar agregado final ficou empatado em 2 a 2, o Fluminense avançou para a fase seguinte da competição.

### Final da Recopa Sul-Americana de 2024

Cartaz promocional da CONMEBOL Recopa Sul-Americana 2024.

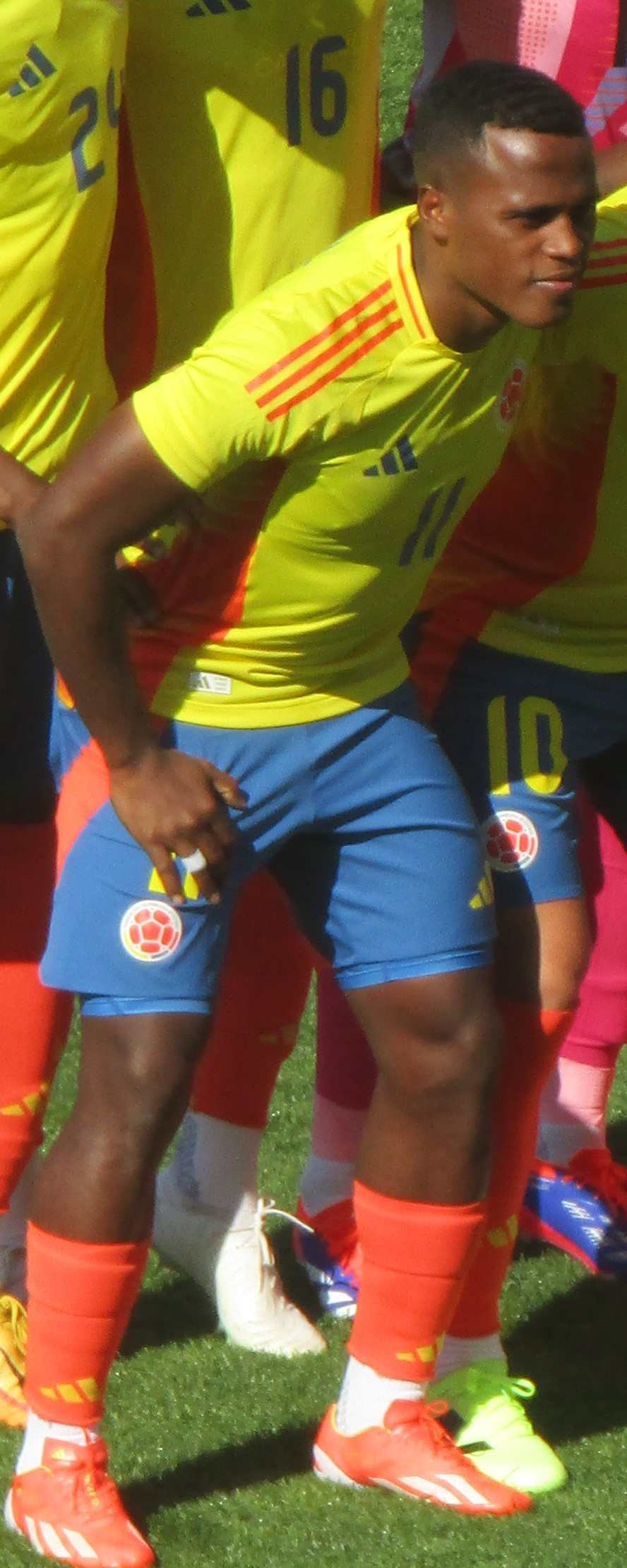
Jhon Arias, autor dos gols do Fluminense na decisão da Recopa Sul-Americana de 2024.

Esse clássico sul-americano voltou a decidir mais uma competição da CONMEBOL: a Recopa Sul-Americana de 2024. Isso se deve pelo fato do Fluminense ter sido o campeão da Copa Libertadores da América de 2023 e a LDU Quito ter sido a campeã da Copa Sul-Americana de 2023. Conforme previsto pelo regulamento, o jogo de ida ocorreu no Estádio Casa Blanca, em Quito, no dia 22 de fevereiro e o jogo de volta ocorreu no Estádio do Maracanã, no Rio de Janeiro, no dia 29 de fevereiro.

Troféu da Recopa Sul-Americana de 2024, conquistado pelo Fluminense.

No jogo de ida, a Liga Deportiva Universitária do Equador foi capaz de impor um ritmo rápido e agressivo desde o começo da partida. O Fluminense, sofrendo com os efeitos dos 2.850 metros de altitude, por muitas vezes não conseguia impedir a aproximação dos jogadores da LDU, os quais chegavam no campo adversário com bastante facilidade. Em um lance de ataque do Flu, Germán Cano recebeu um belo lançamento de Marcelo e ficou de frente para o goleiro Domínguez. Ao tentar driblar o goleiro equatoriano, Cano recebeu não apenas uma carga por trás, mas também um pisão do defensor Leonel Quiñónez. Apesar do VAR ter detectado a entrada imprudente de Quiñónez dentro da área da LDU, o árbitro colombiano Andrés Rojas manteve sua decisão de não marcar o pênalti para o Fluminense, gerando muita indignação por parte dos atletas tricolores. No momento da ação tomada pelo juiz (e também após a partida), comentaristas esportivos do Brasil, tais como o ex-árbitro Paulo César de Oliveira, se julgaram contrários à decisão de Rojas, ressaltando que o Fluminense havia sido prejudicado nesse lance. Com finalizações bem direcionadas e fortes, a Liga de Quito chegou perto de abrir o marcador por diversas vezes ao longo da primeira etapa.
Já no segundo tempo da partida, a LDU buscou manter seu ritmo de jogo a fim de ''sufocar'' o tricolor carioca na altitude. O Fluminense, apesar das dificuldades físicas e da ação do ar rarefeito, conseguia se fechar, mas não conseguia envolver o adversário com o toque de bola característico do estilo de Fernando Diniz. O Fluminense suportou a pressão da LDU até os 47 minutos, quando Lucas Piovi encontrou Alex Arce na pequena área após uma cobrança de falta. Com um toque simples (e estando em posição legal, uma vez que o zagueiro Marlon dava condições para o jogador da LDU), Arce abriu o placar para os albos, que começaram o jogo da volta com a vantagem mínima sobre o Fluminense.
Na partida de volta, o Fluminense encontrou muitas dificuldades para alcançar seu objetivo, apesar de manter uma elevada porcentagem de posse de bola. No primeiro tempo, o Fluminense não conseguiu criar muitas situações de perigo para o time equatoriano, que buscava não apenas manter uma marcação mais intensa, mas também puxar o contra-ataque a partir dos erros do Flu. A primeira etapa da partida terminou empatada em 0 a 0, trazendo nervosismo e apreensão para a torcida tricolor.
O segundo tempo continuava parecido com a etapa inicial, com muitos erros por parte da equipe do Tricolor das Laranjeiras. Parecia que o roteiro de 2008 e 2009 iria se repetir. Até que, aos 30 minutos da etapa final, Samuel Xavier acertou um cruzamento para Jhon Arias, e o colombiano cabeceou com precisão para estufar a rede. O placar no Maracanã finalmente estava aberto e o Flu voltou de vez para o jogo com o objetivo de desempatar o placar agregado (que nesse momento registrava o empate em 1 a 1). A partir daí, o tricolor se lançou ainda mais para o ataque, sendo mais incisivo nas construções de jogadas. Aos 44 minutos, Renato Augusto recebeu a bola dentro da área da LDU, foi tocado por baixo pelo volante equatoriano Jefferson Valverde e o árbitro argentino Facundo Tello apitou e apontou para a marca da cal. Pênalti para o Fluminense no fim do jogo. Imediatamente, o experiente Marcelo pegou a bola e blefou para os equatorianos, que ao imaginarem que o lateral seria o responsável por bater o pênalti, passaram a pressioná-lo. Depois que Facundo Tello pediu para que os jogadores da LDU saíssem de dentro da grande área e para que o goleiro Alexander Domínguez se posicionasse no gol, Marcelo entregou a bola para Jhon Arias cobrar o pênalti sem ter sofrido pressão do time adversário. E deu certo. Arias, o herói da partida e do título, chutou forte no alto do canto direito do gol para que o Fluminense pudesse dar o troco na Liga Deportiva Universitária. Com os gols do colombiano, o Fluminense sagrou-se campeão da Recopa Sul-Americana pela primeira vez na história, exorcizando um fantasma de um passado recente.

## Maiores públicos
- No Estádio do Maracanã: 86.027 torcedores, no dia 2 de julho de 2008 (partida de volta da final da Copa Libertadores da América).
- No Estádio Casa Blanca: 39.000 torcedores, no dia 25 de novembro de 2009 (partida de ida da final da Copa Sul-Americana).

## Maiores goleadas
- A favor do Fluminense: Fluminense 3 – 0 LDU, no dia 2 de dezembro de 2009 (partida de volta da final da Copa Sul-Americana).
- A favor da LDU: LDU 5 – 1 Fluminense, no dia 25 de novembro de 2009 (partida de ida da final da Copa Sul-Americana).

## Todos os confrontos
Fluminense e LDU disputaram 10 partidas em 2 estádios (Maracanã e Casa Blanca), com público total de 420.973 espectadores no somatório dos jogos (média de 42.097 torcedores por partida).
| Lista de Jogos          |                      |                          |               |        |                |             |                |         |
| Data                    | Competição           | Instância                | Time mandante | Placar | Time visitante | Estádio     | Cidade         | Público |
| 20 de fevereiro de 2008 | Copa Libertadores    | Grupos - J1              | LDU           | 0 – 0  | Fluminense     | Casa Blanca | Quito          | 12.144  |
| 17 de abril de 2008     | Copa Libertadores    | Grupos - J6              | Fluminense    | 1 – 0  | LDU            | Maracanã    | Rio de Janeiro | 20.669  |
| 25 de junho de 2008     | Copa Libertadores    | Final - Ida              | LDU           | 4 – 2  | Fluminense     | Casa Blanca | Quito          | 26.662  |
| 02 de julho de 2008     | Copa Libertadores    | Final - Volta            | Fluminense    | 3 – 1  | LDU            | Maracanã    | Rio de Janeiro | 86.027  |
| 25 de novembro de 2009  | Copa Sul-Americana   | Final - Ida              | LDU           | 5 – 1  | Fluminense     | Casa Blanca | Quito          | 39.000  |
| 02 de dezembro de 2009  | Copa Sul-Americana   | Final - Volta            | Fluminense    | 3 – 0  | LDU            | Maracanã    | Rio de Janeiro | 69.565  |
| 14 de setembro de 2017  | Copa Sul-Americana   | Oitavas de final - Ida   | Fluminense    | 1 – 0  | LDU            | Maracanã    | Rio de Janeiro | 45.977  |
| 21 de setembro de 2017  | Copa Sul-Americana   | Oitavas de final - Volta | LDU           | 2 – 1  | Fluminense     | Casa Blanca | Quito          | 29.000  |
| 22 de fevereiro de 2024 | Recopa Sul-Americana | Final - Ida              | LDU           | 1 – 0  | Fluminense     | Casa Blanca | Quito          | 30.712  |
| 29 de fevereiro de 2024 | Recopa Sul-Americana | Final - Volta            | Fluminense    | 2 – 0  | LDU            | Maracanã    | Rio de Janeiro | 61.217  |